# Capnodinula trichodea
Capnodinula trichodea är en svampart som först beskrevs av Rehm, och fick sitt nu gällande namn av Speg. 1918. Capnodinula trichodea ingår i släktet Capnodinula och familjen Pseudoperisporiaceae.   Inga underarter finns listade i Catalogue of Life.